# Без-Корнилович, Михаил Осипович
Михаил Осипович Без-Корнилович (1796, Барсуковцы Ушачского повета Подольской губернии — 1862) — русский историк, краевед и этнограф, военный топограф и статистик, генерал-майор Генерального штаба (начало 1850-х).

## Биография
Родился в семье контролёра таможни города Могилёва-Подольского Осипа Яковлевича Корниловича. Младший брат — декабрист Александр Корнилович. Детство прошло в имении Корниловичи.
В 1816 году окончил 1-й кадетский корпус. Участник русско-турецкой войны 1828—1829.
В 1841 году получил за выслугу лет орден Святого Георгия 4-й степени.
В официальных бумагах и документах фамилия Михаила Осиповича писалась «Бескорнилович» или «Без-Корнилович». Впоследствии он обращался в Департамент герольдии и непосредственно к императору Николаю I за разрешением писать свою фамилию, как и все его родственники, «Корнилович». Однако такого разрешения не последовало, и ему было предписано впредь именоваться «Без-Корнилович».
В 1831—1847 начальник съёмок и военно-статистического изучения Минской, Новгородской, Волынской губерний и Белостокского округа. За тригонометрическую съемку в Новгородской губернии был произведен в подполковники.
Автор трудов по белорусскому историческому краеведению. Территорию Белоруссии ограничивал Витебской и Могилёвской губерниями, белорусами считал только «потомков кривичей». Отмечал сплочённость Полоцкой земли в 1230—1240-е годы в борьбе с немецкой агрессией, доказывал происхождение великого князя Великого князя Литовского Витеня из рода полоцких князей. Быт белорусского крестьянства отражал объективно, но выступал за сохранение его патриархального уклада и крепостничества.
Умер в Петербурге, похоронен на Волковском лютеранском кладбище.

## Сочинения
- Витебская губерния.— СПб., 1852;
- Исторические сведения о примечательнейших местах в Белоруссии с присовокуплением и других сведений, к ней же относящихся. — СПб.: Типография III Отд. Собств. Е. И. В. Канцелярии, 1855. — 355 с.

В журнале «Северная пчела» опубликованы «Историко-статистические описания города Валдая» (1832), «Статистическое описание города Боровичи» (1834), «Нашествие литовцев на Устюжну, поветовый город Новгородской губернии» (1836), «Шведы в Тихвине в XVIII столетии» (1837).

### Семья
Жена (с 20 января 1835 года) — княжна Надежда Александровна (01.09.1812—22.04.1870), дочь князя Александра Павловича Долгорукова. Венчались в Петербурге в храме Святой Екатерины Александрийской. Похоронена Волковском православном кладбище.
Дети: сыновья — Дмитрий и Николай (03.04.1841—27.12.1887); дочери — Маргарита (1837—?; в замужестве Грум-Гржимайло) и Надежда (род. 31.07.1851).
Внук: Михаил Николаевич Без-Корнилович (09.03.1874—28.11.1935).